# Gina Faustin
Gina Faustin (ur. 24 stycznia 1960) – haitańska florecistka, olimpijka.
Reprezentowała Haiti w konkursie szermierki rozegranym w ramach Letnich Igrzysk Olimpijskich 1984, które odbyły się w Los Angeles. Zajęła 34. miejsce.
| Nr | Przeciwniczka         | Wynik | Data            |
| -- | --------------------- | ----- | --------------- |
| 1. | Choi Bok-Ran          | 5–3   | 2 sierpnia 1984 |
| 2. | Marcela Moldovan-Zsak | 5–4   | 2 sierpnia 1984 |
| 3. | Helen Smith           | 5–0   | 2 sierpnia 1984 |
| 4. | Zhu Qingyuan          | 5–0   | 2 sierpnia 1984 |
| 5. | Jacynthe Poirier      | 5–0   | 2 sierpnia 1984 |
| 6. | Cornelia Hanisch      | 5–2   | 2 sierpnia 1984 |